# LinuxTag

LinuxTag標識

LinuxTag，每年夏天在德國舉行的自由軟體展覽活動，由LinuxTag e.V.負責推動，在1996年首次舉行。這個活動的主要目標在於推廣自由軟體，包括Linux與BSD等。LinuxTag是歐洲最大的開放原始碼軟體的展示活動，他們希望能夠讓人了解Linux與自由軟體市場，讓使用者與開發者之間能夠得到互動的機會。
他們的口號是「讓.COM與.ORG在此相遇」（Where .COM meets .ORG），希望能夠讓在IT市場中的商業群體與非商業群體之間能夠進行對話。在每個年度活動中，都會有自己的主題。